# Pediodectes haldemanii
Pediodectes haldemanii är en insektsart som först beskrevs av Girard, C. 1854.  Pediodectes haldemanii ingår i släktet Pediodectes och familjen vårtbitare. Inga underarter finns listade i Catalogue of Life.